# Lucho Azcárraga
Luis Enrique Azcárraga Deliot, conocido como Lucho Azcárraga, (Ciudad de Panamá, 1 de enero de 1912 - 11 de noviembre de 1996) fue un músico y compositor panameño.
Comenzó a tocar el piano con las primeras lecciones musicales dadas por su hermana a los 8 años de edad. 
Posteriormente estudió formalmente con la maestra de piano María Inés Endara de Riba. 
Trabajó tocando el piano en los teatros, en la época del cine mudo, amenizando con música de fondo. Viajó a Estados Unidos en 1930 para tomar lecciones de órgano con Lee White, el famoso organista del teatro Roxy de New York. 
También en la década de 1930 amenizó las reuniones en el Club Miramar en Bella Vista.
Lucho tuvo varios conjuntos, teniendo a vocalistas como Miguelito Valdez en una época en la que el cantante cubano vivió en Panamá (1933-1936). Valdez ganaría popularidad con Azcárraga y posteriormente formaría parte de grandes orquestas y se haría famoso a nivel mundial con el éxito Babalú de Margarita Lecuona.
En los viajes del vapor Cristóbal, un buque festivo de lujo que cubría principalmente la ruta Panamá-Nueva York-Panamá, actuaba un conjunto de Lucho Azcárraga, durante la travesía, con números musicales, canciones y bailes del cancionero popular panameño, que resultaron una gran atracción, por la alegría y entusiasmo contagioso de sus actuaciones. Entre los numerosos premios y reconocimientos que recibió a lo largo de su carrera, fue condecorado en Panamá, con las órdenes de Manuel Amador Guerrero y de Vasco Núñez de Balboa.